# Microplitis varicolor
Microplitis varicolor is een vliesvleugelig insect uit de familie van de schildwespen (Braconidae). De wetenschappelijke naam van de soort werd in 1917 gepubliceerd door Henry Lorenz Viereck. De soort werd verzameld in Putnam, Connecticut.